# Amphipoea erepta
Amphipoea erepta är en fjärilsart som beskrevs av Augustus Radcliffe Grote 1881. Amphipoea erepta ingår i släktet Amphipoea och familjen nattflyn. Inga underarter finns listade i Catalogue of Life.